# Collège technique de constructions et de la protection de l'environnement
Le Collège technique de constructions et de la protection de l'environnement est un lycée de Arad, Roumanie.